# Carter Glass
Pour les articles homonymes, voir Glass.
Carter Glass, né le 4 janvier 1858 à Lynchburg (Virginie) et mort le 28 mai 1946 à Washington (district de Columbia), est un éditeur de journaux et homme politique américain. Membre du Parti démocrate, il est représentant de Virginie entre 1902 et 1918, secrétaire au Trésor entre 1918 et 1920 dans l'administration du président Woodrow Wilson puis sénateur de Virginie entre 1920 et 1946.

## Biographie
Il joue notamment un rôle essentiel dans la mise en place de la Réserve fédérale des États-Unis en participant à l'élaboration du Federal Reserve Act. En 1933, il met en place avec le représentant démocrate de l'Alabama Henry B. Steagall, le Glass-Steagall Act, qui sépare banque d'investissement et banque de dépôt. Malgré son appartenance au Parti démocrate, il est opposé au New Deal de Franklin D. Roosevelt, car il prône tant le conservatisme fiscal que le maintien des prérogatives des États.